# Lista episoadelor din Viața ca un joc video
Viața ca un joc video este un serial de comedie creat de către Devin Bunje și Nick Stanton, și produs de către Devin Bunje, Nick Stanton, și Jim O'doherty pentru Disney XD. Seria are ca staruri pe Cameron Boyce, Murray Wyatt Rundus, Felix Avitia, și Sophie Reynolds. Seria a avut premiera pe 22 iulie 2015.

## Privire de ansamblu
| Sezon | Sezon | Episoade | Difuzare originală | Difuzare originală | Difuzare România  | Difuzare România  | Difuzare România |
| Sezon | Sezon | Episoade | Premieră sezon     | Final sezon        | Premieră sezon    | Final sezon       |                  |
| ----- | ----- | -------- | ------------------ | ------------------ | ----------------- | ----------------- | ---------------- |
|       | 1     | 21       | 22 iulie 2015      | 23 martie 2016     | 19 noiembrie 2016 | 6 mai 2017        |                  |
|       | 2     | 16       | 18 iulie 2016      | 27 noiembrie 2017  | 6 noiembrie 2017  | 27 noiembrie 2017 |                  |

## Episoade

### Sezonul 1 (2016-17)
| Nr. în serial | Nr. în sezon | Titlu                                                             | Regizat de            | Scris de                   | Data difuzării SUA | Data difuzării RO | Cod producție |
| --- | ------------ | ----------------------------------------------------------------- | --------------------- | -------------------------- | ------------------ | ----------------- | ------------- |
| 1 | 1            | „Gamer's Guide to Pretty Much Everything” „Viața ca un joc video” | Jonathan A. Rosenbaum | Devin Bunje & Nick Stanton | 22 iulie 2015      | 19 noiembrie 2016 | 101           |
| Invitați: Joe Hursley ca Domnul Spanks, Joseph Garrett ca Stampy Cat                                                                           |              |                                                                   |                       |                            |                    |                   |               |
| 2 | 2            | „The Gaming Club” „Clubul de jocuri”                              | Jonathan A. Rosenbaum | Jim O'Doherty              | 29 iulie 2015      | 20 noiembrie 2016 | 103           |
| Invitați: Paula Sorge ca Directorul Nordahl, Lauren Pritchard ca Janice, Matt Rife ca Doyle O'Doyle                                            |              |                                                                   |                       |                            |                    |                   |               |
| 3 | 3            | „The Puddin' Party” „Petrecerea pufoasă”                          | Sean Lambert          | Frank O. Wolff             | 5 august 2015      | 26 noiembrie 2016 | 104           |
| Invitat: Alyvia Alyn Lind ca Tina |              |                                                                   |                       |                            |                    |                   |               |
| 4 | 4            | „The Chair” „Scaunul”                                             | Jon Rosenbaum         | Byron Kavanagh             | 12 august 2015     | 27 noiembrie 2016 | 102           |
| Invitat: Paula Sorge ca Directorul Nordahl |              |                                                                   |                       |                            |                    |                   |               |
| 5 | 5            | „The Spirit Egg” „Oul spiritului”                                 | Sean Lambert          | Devin Bunje & Nick Stanton | 19 august 2015     | 3 decembrie 2016  |               |
| Invitați: Paula Sorge ca Directorul Nordahl, Troy Romzek ca Rodney, Hope Hite ca Leslie                                                        |              |                                                                   |                       |                            |                    |                   |               |
| 6 | 6            | „The Rival's Arrival” „Sosirea rivalei”                           | Sean Lambert          | Devin Bunje & Nick Stanton | 30 septembrie 2015 | 4 decembrie 2016  | 105           |
| Invitați: Boogie ca Billy, Leah Lewis ca Lika                                                                                                  |              |                                                                   |                       |                            |                    |                   |               |
| 7 | 7            | „The Sponsor” „Sponsorul”                                         | Sean Lambert          | Joel McCrary               | 7 octombrie 2015   | 10 decembrie 2016 | 107           |
| Invitați: Boogie ca Billy, Mark Gagliardi ca Larry Stone                                                                                       |              |                                                                   |                       |                            |                    |                   |               |
| 8 | 8            | „The Driving Test” „Examenul de conducere”                        | Sean Lambert          | Byron Kavanagh             | 14 octombrie 2015  | 17 decembrie 2016 |               |
| Invitați: Joe Hursley ca Mr. Spanks, Lauren Pritchard ca Janice, Julie Ouellette ca Elsie                                                      |              |                                                                   |                       |                            |                    |                   |               |
| 9 | 9            | „The Psycho Zombie Bloodbath” „Zombie psihopați însângerați”      | Jean Sagal            | Jason Jordan               | 21 octombrie 2015  | 11 decembrie 2016 | 109           |
| Invitați: Joe Hursley ca Domnul Spanks, Brian Michael Jones ca Chad, Amanda Leighton ca Emma                                                   |              |                                                                   |                       |                            |                    |                   |               |
| 10 | 10           | „The Incident” „Incidentul”                                       | Jason Earles          | Lindsey Reckis             | 28 octombrie 2015  | 18 decembrie 2016 |               |
| Invitați: Boogie ca Billy, Laura Coover ca Miss Dumpler, Greg Perrow ca Teddy "Bulldog" Thorton, Cory Smoot ca Danny, Kimberly Dooley ca Marla |              |                                                                   |                       |                            |                    |                   |               |
| 11 | 11           | „The Prank of the Century” „Farsa secolului”                      | Jason Earles          | Jim O'Doherty              | 4 noiembrie 2015   | 1 aprilie 2017    | 108           |
| GInvitați: Lauren Pritchard ca Janice, Jordan Maron ca Captainsparklez                                                                         |              |                                                                   |                       |                            |                    |                   |               |
| 12 | 12           | „The Odd Couple” „Cuplul ciudat”                                  | Sean Lambert          | Jim O'Doherty              | 25 noiembrie 2015  | 2 aprilie 2017    | 113           |
| Invitat: Boogie ca Billy |              |                                                                   |                       |                            |                    |                   |               |
| 13 | 13           | „The Longest Yard” „Cuplul ciudat”                                | Sean Lambert          | Lindsey Reckis             | 2 decembrie 2015   | 8 aprilie 2017    | 116           |
| Invitați: Joe Hursley ca Mr. Spanks, Lauren Pritchard ca Janice, Randy McPherson ca Coach Wilson                                               |              |                                                                   |                       |                            |                    |                   |               |
| 14 | 14           | „The Penpal” „Întâlnirea”                                         | Sean Lambert          | Devin Bunje & Nick Stanton | 27 ianuarie 2016   | 15 aprilie 2017   | 114           |
| Invitați: Boogie ca Billy, Brian Michael Jones ca Chad, David Neher ca The Rainmaker, Coleton Ray ca Donny                                     |              |                                                                   |                       |                            |                    |                   |               |
| 15 | 15           | „The Asteroid Blasters” „Distrugătorii de asteroizi”              | Phill Lewis           | Jason Jordan               | 10 februarie 2016  | 16 aprilie 2017   | 115           |
| Invitați: Lauren Pritchard ca Janice, Shulie Cowen ca Dottie                                                                                   |              |                                                                   |                       |                            |                    |                   |               |
| 16 | 16           | „The Chillerz” „Răcoroșii”                                        | Bill Shea             | Jim O'Doherty              | 17 februarie 2016  | 22 aprilie 2017   | 117           |
| Invitat special: Mark Edward Fischbach ca Markiplier Invitați: Leah Lewis ca Lika, Kerri Medders ca Zoe                                        |              |                                                                   |                       |                            |                    |                   |               |
| 17 | 17           | „The Cabin” „Cabana”                                              | Joel McCrary          | Byron Kavanagh             | 24 februarie 2016  | 23 aprilie 2017   | 118           |
| Invitați: Boogie ca Billy, Daran Norris ca Jefferson Landry, Matt Shea ca Ziggy Monroe                                                         |              |                                                                   |                       |                            |                    |                   |               |
| 18 | 18           | „The Super Kart” „Pilotul perfect”                                | Robbie Countryman     | Joel McCrary               | 2 martie 2016      | 29 aprilie 2017   | 119           |
| Invitați: Lauren Pritchard ca Janice, Kyle More ca Dwayne Ruckus, Troy Romzek ca Rodney, Hope Hite ca Leslie                                   |              |                                                                   |                       |                            |                    |                   |               |
| 19 | 19           | „The Rock Band” „Trupa Rock”                                      | Leo Howard            | Conor Hanney               | 9 martie 2016      | 30 aprilie 2017   | 120           |
| Invitați: Joe Hursley ca Mr. Spanks, David Neher ca The Rainmaker, Jeremiah Birkett Bryan Colgate                                              |              |                                                                   |                       |                            |                    |                   |               |
| 20 | 20           | „The Goat” „Capra”                                                | Robbie Countryman     | Joel McCrary               | 16 martie 2016     | 2 aprilie 2017    | 112           |
| Invitați: Joe Hursley ca Mr. Spanks, Kyle More ca Dwayne Ruckus                                                                                |              |                                                                   |                       |                            |                    |                   |               |
| 21 | 21           | „The Escape Room” „Camera de evadare”                             | Jim O'Doherty         | Jason Jordan               | 23 martie 2016     | 6 mai 2017        | 121           |
| Invitați: Brian Michael Jones ca Chad, Lou George ca Winthrop, Michael Wayne Foster ca Viktor, Bruno Gunn ca Karl                              |              |                                                                   |                       |                            |                    |                   |               |

### Sezonul 2 (2017)
| Nr. în serial | Nr. în sezon | Titlu                                                      | Regizat de        | Scris de                     | Data difuzării SUA | Data difuzării RO | Cod producție |  |
| --- | ------------ | ---------------------------------------------------------- | ----------------- | ---------------------------- | ------------------ | ----------------- | ------------- |  |
| 22 | 1            | „The Ringer” „Meciul caritabil”                            | Bill Shea         | Jim O'Doherty                | 18 iulie 2016      | 6 noiembrie 2017  | TBA           |  |
| Invitat special: Karl-Anthony Towns ca el însuși Invitați: Bernie Kopell ca Morty, Kimberly Dooley ca Marla Montgomery, Sam Towers ca Vlad, Zachary Conneen ca Braxton |              |                                                            |                   |                              |                    |                   |               |  |
| 23 | 2            | „The Olym-pig Torch”                                       | Robbie Countryman | Joel McCrary                 | 25 iulie 2016      | 7 noiembrie 2017  | 204           |  |
| Invitați: Lauren Pritchard ca Janice, Daran Norris ca Jefferson Landry, Kyle More ca Dwayne Ruckus                                                                     |              |                                                            |                   |                              |                    |                   |               |  |
| 24 | 3            | „The Luchador” „Luchador”                                  | Sean Lambert      | Devin Bunje & Nick Stanton   | 1 august 2016      | 8 noiembrie 2017  | 201           |  |
| Incvitați: David Barrera ca Sheriff, Shaun Taylor-Corbett ca Promoter                                                                                                  |              |                                                            |                   |                              |                    |                   |               |  |
| 25 | 4            | „The Rankening” „Clasamentul”                              | Sean Lambert      | Jim O'Doherty                | 8 august 2016      | 9 noiembrie 2017  | 202           |  |
| Invitați: Faruq Tauheed ca el însuși, Bianca Grava ca Alice |              |                                                            |                   |                              |                    |                   |               |  |
| 26 | 5            | „The Protégé” „Protejatul”                                 | Jason Earles      | Jason Jordan                 | 15 august 2016     | 10 noiembrie 2017 | 205           |  |
| Invitați: Lauren Pritchard ca Janice, Steele Stebbins ca Spencer |              |                                                            |                   |                              |                    |                   |               |  |
| 27 | 6            | „The Stump War” „Războiul trunchiului”                     | Sean Lambert      | Byron Kavanagh               | 27 august 2016     | 13 noiembrie 2017 | 203           |  |
| Invitați: Daran Norris ca Jefferson Landry, Dana Snyder ca Mr. Funkus, Conrad Bluth ca Chet                                                                            |              |                                                            |                   |                              |                    |                   |               |  |
| 28 | 7            | „The Prison Escape Movie” „Filmul evadarea din închisoare” | Jean Sagal        | Lindsey Reckis               | 3 septembrie 2016  | 14 noiembrie 2017 | 206           |  |
| Invitați: Lauren Pritchard ca Janice, Brian Michael Jones ca Chad, David Neher ca Ronald                                                                               |              |                                                            |                   |                              |                    |                   |               |  |
| 29 | 8            | „The Long Weekend” „Weekend prelungit”                     | Jean Sagal        | Byron Kavanagh               | 17 septembrie 2016 | 16 noiembrie 2017 | 210           |  |
| Invitați: Lauren Pritchard ca Janice, Dana Snyder ca Domnul Funkus, Laura Coover ca Miss Dumpler                                                                       |              |                                                            |                   |                              |                    |                   |               |  |
| 30 | 9            | „The Ghost” „Fantoma”                                      | Sean Lambert      | Devin Bunje & Nick Stanton   | 1 octombrie 2016   | 15 noiembrie 2017 | 208           |  |
| Invitați: Lauren Pritchard ca Janice, Matt Rife ca Doyle O'Doyle, Skyler Stone ca Jasper, Susan Berger ca Gerly, Emma Shannon ca Eva                                   |              |                                                            |                   |                              |                    |                   |               |  |
| 31 | 10           | „The Has-Been's Back” „Expiratul s-a întors”               | Phill Lewis       | Marty Donovan                | 8 octombrie 2016   | 17 noiembrie 2017 | 207           |  |
| Invitați: Faruq Tauheed ca Faruq, Savannah Lathem ca Chelsea |              |                                                            |                   |                              |                    |                   |               |  |
| 32 | 11           | „DJ”                                                       | Sean Lambert      | Devin Bunje & Nick Stanton   | 15 octombrie 2016  | 20 noiembrie 2017 |               |  |
| Invitați: Daran Norris ca Jefferson Landry, Dana Snyder ca Domnul Funkus, Johnnie Ladd ca Olivia                                                                       |              |                                                            |                   |                              |                    |                   |               |  |
| 33 | 12           | „The Detective” „Detectivul”                               | Sean Lambert      | Jim O'Doherty                | 5 noiembrie 2016   | 21 noiembrie 2017 | 211           |  |
| Invitați: Lauren Pritchard ca Janice, Evan Hofer ca Tyler, Kevin Jackson ca Joe                                                                                        |              |                                                            |                   |                              |                    |                   |               |  |
| 34 | 13           | „The Arcade Hero” „Puterea pisicii”                        | Joel McCrary      | Jason Jordan                 | 2 ianuarie 2017    | 22 noiembrie 2017 | 213           |  |
| Invitați: Dana Lee ca Hiroki Kushiyu, Faruq Tauheed ca Faruq, Eduardo Franco ca Stu                                                                                    |              |                                                            |                   |                              |                    |                   |               |  |
| 35 | 14           | „The Stings” „Înșelătorie”                                 | Walter Pridgen    | Lindsey Reckis               | 2 ianuarie 2017    | 23 noiembrie 2017 | 214           |  |
| Invitați: Kyle More ca Dwayne Ruckus, Steele Stebbins ca Spencer, Faruq Tauheed ca Faruq, Samantha Klein ca Spencer's Mom                                              |              |                                                            |                   |                              |                    |                   |               |  |
| 36 | 15           | „The Rodeo” „La Rodeo”                                     | Leo Howard        | Joel McCrary & Marty Donovan | 2 ianuarie 2017    | 24 noiembrie 2017 | 215           |  |
| Invitați: Amanda Leighton ca Emma, Adam Huber ca Cowboy Cody, Paul Cuneo ca Rodeo Announcer                                                                            |              |                                                            |                   |                              |                    |                   |               |  |
| 37 | 16           | „The Big City” „Marele oraș”                               | Jim O'Doherty     | Meagan Fulps                 | 2 ianuarie 2017    | 27 noiembrie 2017 | 216           |  |
| Invitați: Kyle More ca Dwayne Ruckus, Steele Stebbins ca Spencer, Scott Beehner ca Coach Brock, Joshua Ovenshire ca Jovenshire                                         |              |                                                            |                   |                              |                    |                   |               |  |

## References
1. 1 2  „Gamer's Guide to Pretty Much Everything Episode Listings”. The Futon Critic.